# Sophira limbata
Sophira limbata är en tvåvingeart som beskrevs av Günther Enderlein 1911. Sophira limbata ingår i släktet Sophira och familjen borrflugor. Inga underarter finns listade i Catalogue of Life.